# Teletubbies
Teletubbies è un programma televisivo britannico per bambini in età prescolare creato dalla BBC, prodotto dal 31 marzo 1997 al 16 febbraio 2001 dalla Ragdoll Productions.
I personaggi sono creati da Anne Wood, direttore creativo della Ragdoll e Andrew Davenport. Dal 9 novembre 2015 è in onda nel Regno Unito un reboot (conosciuto come Teletubbies), prodotto dalla DHX Media, che nel frattempo ha acquisito la casa originaria. La serie è divenuta un successo di critica e commerciale nel Regno Unito e in altri paesi. In Italia è stata trasmessa per la prima volta dalla Rai su RaiSat Ragazzi, Rai 2 e Rai 3.
Nel 2022 è stato prodotto da Netflix un reboot della serie, con novità e contenuti originali; quest'ultimo è composto da 26 episodi da 15 minuti l'uno.

## Contenuti
I protagonisti sono quattro Teletubbies, Tinky Winky, Dipsy, Laa-Laa e Po, che vivono a Teletubbylandia in un'abitazione futuristica a forma di pseudocupola, posizionata al centro di un ambiente collinare. Dietro la loro casa si trova una girandola magica che avvisa i Teletubbies per prepararsi ad un evento; il clima non è solo esclusivamente primaverile. I dintorni sono punteggiati di fiori (anche parlanti) e la fauna consiste in svariati conigli in libertà, pur lasciando intendere la presenza di uccellini dei quali si sente soltanto il cinguettio. Durante lo svolgimento degli episodi compaiono dal terreno degli altoparlanti a forma di periscopio dai quali escono suoni o voci che danno indicazioni ai Teletubbies su quello che devono fare. Una presenza costante di ogni episodio è rappresentata dal sole, che compare all'inizio e alla fine della puntata e che contiene al suo interno il viso di un neonato.
I Teletubbies sono dei pupazzi antropomorfi, di grosse dimensioni e di forma tondeggiante; al centro dell'addome si trova un rettangolo di colore metallico utilizzato come se fosse uno schermo televisivo per mostrare brevi filmati di vita quotidiana orientati a bambini in età prescolare. Sulla testa ogni Teletubby porta una antenna di forma diversa per ognuno. I Teletubbies hanno proporzioni, comportamento e linguaggio simili a quelli di un bimbo in età prescolare, infatti Il design e il ritmo delle trasmissioni furono definiti da uno psicologo cognitivo, Andrew Davenport, che strutturò le puntate in modo adeguato alla breve capacità di concentrazione tipica dei bambini di quell'età; il linguaggio dei Teletubbies è estremamente semplificato, lento e ripetitivo.
Tra le frasi ricorrenti si ricordano: "Tante coccole" e "Ciao ciao". La dieta dei Teletubbies consiste di tubbypappa (una sorta di crema che viene sorbita tramite una cannuccia) e tubbytoast (dei toast circolari con un viso sorridente). Insieme a loro convive Noo-Noo (pronunciato nu-nu), un aspirapolvere autonomo che ripulisce e riordina l'abitazione. Tra gli oggetti utilizzati dai Teletubbies vi sono anche le tubbyspugne, che vengono adoperate dai quattro personaggi per pulirsi dopo che si sono sporcati. Nel reboot della serie Teletubbies, le tubbyspugne e lo scivolo hanno lasciato il posto al tubbytelefono e al tubbyascensore con la fondazione di un nuovo luogo dove abitano, giocano e dormono i Tiddlytubbies chiamati: Daa Daa, Umby Pumby, Baa, Ping, RuRu, Duggle Dee, Mi-Mi e Nin, ossia il tubbyasilo. Inoltre è stato introdotto all'interno della casa il Treno della Tubbypappa.

## Personaggi
- Tinky Winky: (interpretato da Dave Thompson, Mark Heenehan e Simon Shelton e doppiato in italiano da Nanni Baldini, Omar Vitelli e Federico Zanandrea) è il primo teletubby. Maschio, di colore viola. È il più grande del gruppo ed è sempre molto gentile. Ha un'antenna triangolare sulla sua testa. Porta sempre con sé una borsa rossa. Adora andare a spasso, cantare, ballare e fare le capovolte.[6]
- Dipsy: (interpretato da John Simmit e doppiato in italiano da Fabrizio Vidale, Fabrizio Picconi e Luca Sandri) è il secondo teletubby. Maschio, di colore verde, ha un'antenna dritta sulla testa e porta sempre con sé un cappello a cilindro bianco e nero. È il teletubby modaiolo, adora cantare e ballare.[6] Ha il volto più scuro degli altri e secondo gli autori è di colore[7].
- Laa-Laa: (interpretata da Nikky Smedley e doppiata in italiano da Antonella Rinaldi e Jolanda Granato) è la terza teletubby. Femmina, di colore giallo, ha un'antenna a ricciolo sulla testa. Ama giocare con la sua grossa palla arancione. Adora ballare, cantare e saltare.[6]
- Po: (interpretata da Pui Fan Lee e doppiata in italiano da Ilaria Latini, Giulia Tarquini e Serena Clerici) è la quarta teletubby, è cinese e sa parlare sia in inglese che in cantonese.[7] Femmina, di colore rosso, ha un'antenna che termina con un cerchio. Non si separa mai dal suo monopattino arancione/blu e rosa. Adora ballare, cantare e fare le cose di testa sua.[6]
- Noo-Noo (pronunciato Nuu-Nuu) è un aspirapolvere blu (arancione e rosa nella serie reboot) che abita nella casa dei Teletubbies, da cui non esce mai. La sua principale attività è pulire continuamente l'abitazione con il suo naso/tubo con cui comunica attraverso una serie di rumori. Per mostrare le sue emozioni, Noo-Noo non parla ma riesce a muovere su e giù i suoi occhi. A volte fa dei dispetti ai Teletubbies come aspirare i loro tubbytoast o i loro giochi, ma nonostante ciò vuole loro molto bene.
- La voce fuori campo (voci di Tim Whitnall, Toyah Willcox ed Eric Sykes) che descrive o anticipa le azioni dei protagonisti. La voce italiana è quella di Mario Cordova per gli episodi a partire dalla prima stagione e Jenny De Cesarei per il prologo e l'epilogo degli episodi a partire da Teletubbies.
- I Tubi Portavoce Radiofonici sono dei tubi portavoce apparsi fin dalla serie del 1997.
- La bimba-Sole (interpretata dalla piccolissima Jessica Smith)[8][9] è un sole con il volto di una bimba sorridente di nove mesi all'incirca. A volte reagisce alle azioni dei Teletubbies ridendo o semplicemente guardando. Nel reboot Jessica Smith è stata sostituita da un'altra bambina di nome Berry.
- La Girandola Magica è una girandola gigante che sta al centro di Teletubbylandia (il luogo magico dove vivono i Teletubbies) che quando gira avvisa i protagonisti per prepararsi all'evento. Ci sono due tipi di eventi:
  - L'evento TV: La girandola magica fa illuminare le antenne dei Teletubbies e i loro schermi mostrando ai protagonisti (e ai bambini spettatori del programma) dei filmati di bimbi piccoli che fanno delle particolari attività inerenti un certo tema (per esempio la pioggia) che rappresenta l'oggetto che i Teletubbies in genere scoprono durante la puntata. Questo tipo di evento è presente fin dalla serie del 1997.
  - L'evento magico: questo evento mostra un piccolo spettacolo (ad esempio La Parata degli Animali). Spesso i Teletubbies rimangono affascinati da tali eventi, apparsi soltanto nella serie del 1997.

## Doppiaggio
| Personaggio | Serie del 1997                            | Serie del 1997                                                                      | Serie del 2015              | Serie del 2015                                                                     |
| Personaggio | Attore/attrice                            | Voce italiana                                                                       | Attore/attrice              | Voce italiana                                                                      |
| ----------- | ----------------------------------------- | ----------------------------------------------------------------------------------- | --------------------------- | ---------------------------------------------------------------------------------- |
| Tinky Winky | Dave Thompson Mark Heenehan Simon Shelton | Nanni Baldini Omar Vitelli                                                          | Jeremiah Krage              | Federico Zanandrea                                                                 |
| Dipsy       | John Simmit                               | Fabrizio Vidale Fabrizio Picconi                                                    | Nick Kellington             | Luca Sandri                                                                        |
| Laa-Laa     | Nikky Smedley                             | Antonella Rinaldi                                                                   | Rebecca Hyland              | Jolanda Granato                                                                    |
| Po          | Pui Fan Lee                               | Ilaria Latini Giulia Tarquini                                                       | Rachelle Beinart            | Serena Clerici                                                                     |
| Narratore   | Tim Whitnall Toyah Willcox                | Mario Cordova Giò Giò Rapattoni (solo per i prologhi e gli epiloghi di Teletubbies) | Daniel Rigby Antonia Thomas | Mario Cordova Jenny De Cesarei (solo per i prologhi e gli epiloghi di Teletubbies) |

## Il set della prima serie

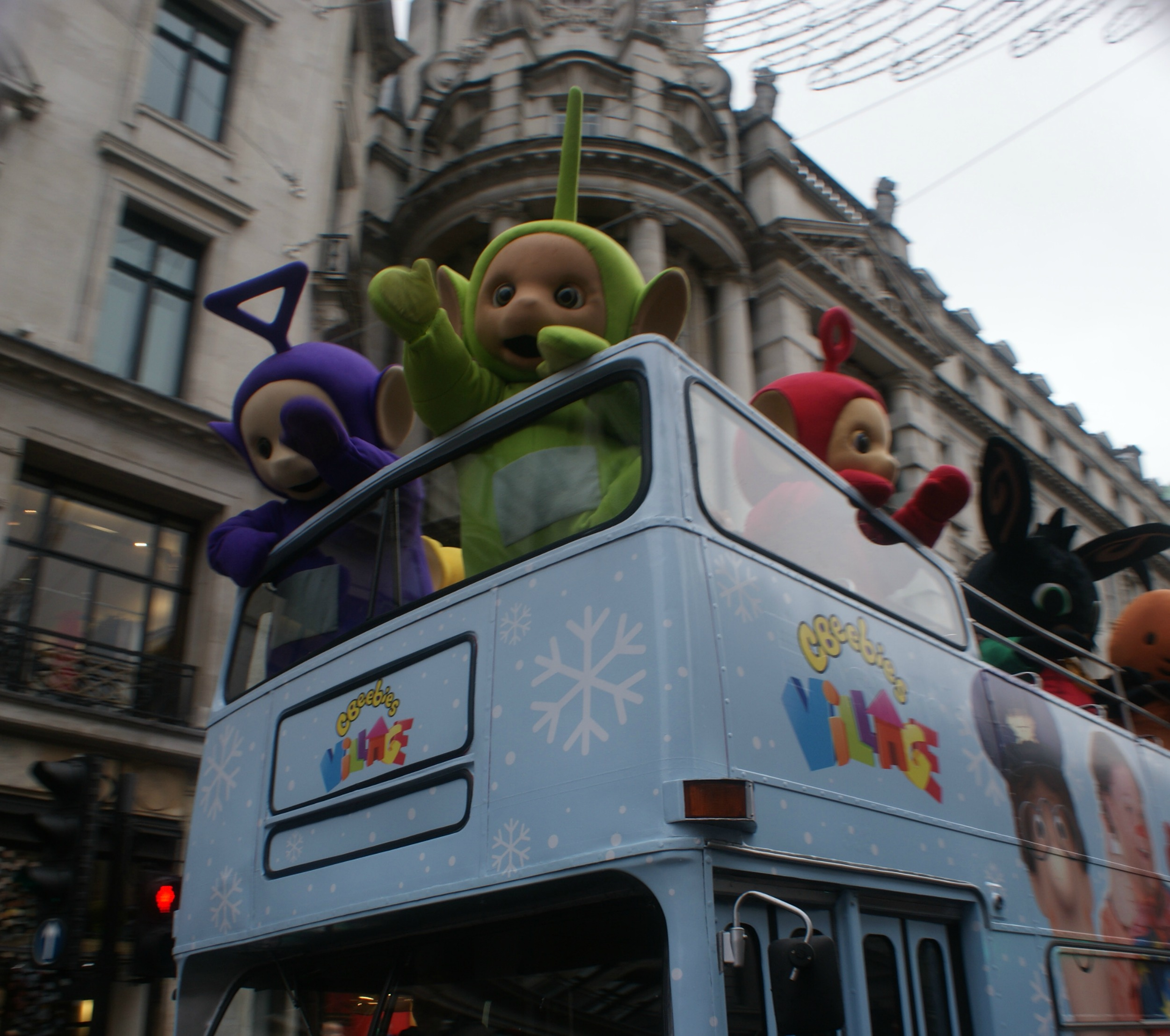
Pupazzi dei Teletubbies alla Hamleys Toy Parade 2016

Il set di Teletubbilandia della prima serie era stato ricavato in una zona collinare della contea inglese del Warwickshire, non lontano dalla sede della Ragdoll Productions di Stratford-upon-Avon; concluse le riprese il proprietario dei terreni, non volendo più ricevere visite di curiosi, decise di inondare l'area trasformandola in un laghetto artificiale. Il set e gli stessi Teletubbies avevano peraltro dimensioni molto generose: il costume di Tinky Winky arrivava all'altezza di circa tre metri, mentre quello di Po era circa due metri e mezzo. Noo Noo (l'aspirapolvere) era grande come una piccola utilitaria ed era pilotato da una persona seduta al suo interno, che per vedere all'esterno disponeva di un piccolo monitor. La casa dei Teletubbies era alta circa cinque metri. I conigli impiegati nelle riprese erano domestici di razza fiamminga, capaci di pesare fino a 15 kg.

## Controversie
- Nel febbraio 1999 Jerry Falwell, reverendo della Liberty University di Lynchburg (Virginia), denunciò la presenza di contenuti inerenti l'omosessualità nella serie:[12] le accuse furono rivolte in particolare al personaggio di Tinky Winky, criticandone la borsetta rossa e la passione per la danza:[13]
- Analoghe proteste furono mosse da una parlamentare polacca, Ewa Sowińska, nel maggio 2007[14]: in aggiunta ai timori già espressi da Falwell circa la validità educativa del messaggio trasmesso al pubblico,[15] essa avanzò l'ipotesi di un'analisi sui personaggi compiuta da psicologi infantili.[16] Tali dichiarazioni non ebbero tuttavia un seguito pratico,[17] con la serie che in precedenza era stata censurata nel Paese.[15]